# Бонаква
Бонáква (англ. BonAqua) — бутильована вода, вироблена компанією The Coca-Cola Company. Різновиди BonAqua: газована, середньогазована і негазована, всі доступні в ємності (0,25 л, 0,50 л, 0,75 л, 1 л, 1,50 л, 2 л, 5 л).